# 멀린호

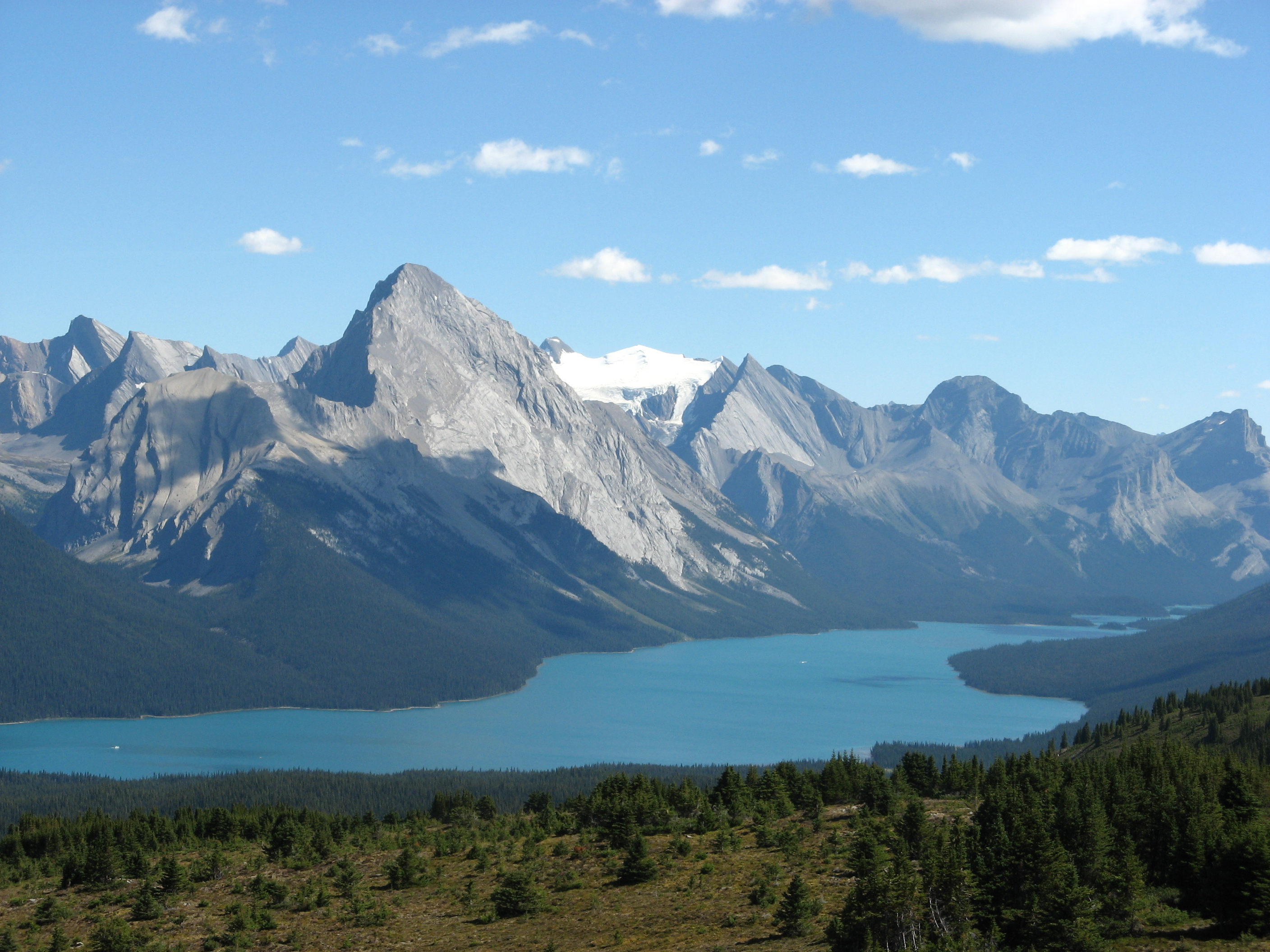
멀린호와 샘슨봉(Samson Peak)

멀린호(Maligne Lake)는 캐나다 앨버타주 재스퍼 국립공원의 호수이다.
빙하호로는 세계에서 두 번째로 큰 호수이다. 재스퍼에서 남동쪽으로 48km지점에 위치한다. ‘멀린’(maligne)이란 ‘악한’ ‘나쁜’이란 의미를 갖고 있지만, 멀린호는 캐나다 록키산맥에서 가장 아름다운 호수들 가운데 하나로 투명한 물과 그 규모로 보는 이를 압도한다. 호수 가운데 위치한 스피릿 아일랜드가 특히 유명하다. 요트와 낚시는 물론 승마, 급류타기, 그리고 겨울에는 스키도 즐길 수 있다.